# Bågskytte vid europeiska spelen 2015
Bågskytte vid europeiska spelen 2015 i Baku avgjordes mellan 16 juni och 22 juni i  Tofiq Bähramov-stadion. Alla fem grenar avgjordes i disciplinen recurve (tidigare fristil).

## Medaljsummering
| Gren                | Guld                                                     | Silver                                                                  | Brons                                                            |
| Herrar individuellt | Miguel Alvariño (ESP)                                    | Sjef van den Berg (NED)                                                 | Anton Prilepov (BLR)                                             |
| Herrar lag          | Ukraina Heorhiy Ivanytskyy Markiyan Ivashko Viktor Ruban | Spanien Miguel Alvarino Garcia Juan Ignacio Rodriguez Antonio Fernandez | Nederländerna Rick van der Ven Sjef van den Berg Mitch Dielemans |
| Damer individuellt  | Karina Winter (GER)                                      | Maja Jager (DEN)                                                        | Alicia Marín (ESP)                                               |
| Lag damer           | Italien Natalia Valeeva Guendalina Sartori Elena Tonetta | Belarus Hanna Marusava Ekaterina Timofejeva Alena Tolkach               | Ukraina Lidiia Sijenikova Veronika Marchenko Anastasia Pavlova   |
| Mixlag              | Italien Natalia Valeeva Mauro Nespoli                    | Georgien Khatuna Narimanidze Lasha Pkhakadze                            | Ukraina Lidiia Sijenikova Heorhij Ivanytskyy                     |